# Garry Walberg
Garry Walberg (Buffalo, 10 giugno 1921 – Northridge, 27 marzo 2012) è stato un attore statunitense.

## Biografia
Walberg apparve in numerosi show televisivi fin dai primi anni '50, tra cui Johnny Staccato, Lassie, Peyton Place, Il fuggiasco, e La strana coppia (1970-1975). È anche apparso nel primo episodio di Ai confini della realtà, dal titolo Dove sono tutti quanti?.
Il ruolo più importante interpretato da Walberg è stato quello del tenente di polizia Frank Monahan nella serie televisiva Quincy (1976-1983), con protagonista Jack Klugman.
Morì per una complicanza di una malattia polmonare cronica il 27 marzo 2012, a Northridge, California.

## Filmografia parziale

### Cinema
- Gangster Story, regia di Walter Matthau (1959)
- Un uomo chiamato Charro (Charro!), regia di Charles Marquis Warren (1969)
- Ucciderò Willie Kid (Tell Them Willie Boy Is Here), regia di Abraham Polonsky (1969)
- Omicidio al neon per l'ispettore Tibbs (They Call Me Mister Tibbs!), regia di Gordon Douglas (1970)
- L'organizzazione sfida l'ispettore Tibbs (The Organization), regia di Don Medford (1971)
- Quando le leggende muoiono (When the Legends Die), regia di Stuart Millar (1972)
- King Kong, regia di John Guillermin (1976)
- Panico nello stadio (Two-Minute Warning), regia di Larry Peerce (1976)
- MacArthur il generale ribelle (MacArthur), regia di Joseph Sargent (1977)

### Televisione
- Lo sceriffo indiano (Law of the Plainsman) – serie TV, episodio 1x12 (1959)
- Johnny Staccato – serie TV, 5 episodi (1959-1960)
- Gli uomini della prateria (Rawhide) – serie TV, 3 episodi (1959-1960)
- Gunsmoke – serie TV, 10 episodi (1959-1974)
- Outlaws – serie TV, episodi 1x01-2x13 (1960-1962)
- Corruptors (Target: The Corruptors) – serie TV, episodio 1x10 (1961)
- Michael Shayne – serie TV episodio 1x16 (1961)
- Have Gun - Will Travel – serie TV, episodio 6x07 (1962)
- I detectives (The Detectives) – serie TV, episodio 3x24 (1962)
- Ben Casey – serie TV, 3 episodi (1962-1965)
- Lassie – serie TV, 8 episodi (1962-1973)
- Slattery's People – serie TV, episodio 1x01 (1964)
- Peyton Place – serie TV, 33 episodi (1965-1968)
- Star Trek – serie TV, episodio 1x14 (1966)
- I sentieri del west (The Road West) – serie TV, episodio 1x14 (1966)
- Il virginiano (The Virginian) – serie TV, episodio 4x24 (1966)
- I giorni di Bryan (Run for Your Life) – serie TV, episodio 2x21 (1967)
- Bonanza – serie TV, episodio 10x29 (1969)
- Lancer – serie TV, episodio 1x24 (1969)
- Ai confini dell'Arizona (The High Chaparral) – serie TV, episodi 2x16-3x20-4x06 (1969-1970)
- La strana coppia (The Odd Couple) – serie TV, 13 episodi (1970-1974)
- Quincy (Quincy M.E.) – serie TV, 145 episodi (1976-1983)
- Hardcastle & McCormick (Hardcastle and McCormick) – serie TV, episodio 1x14 (1984)
- La signora in giallo (Murder, She Wrote) – serie TV, episodio 6x10 (1989)